# Thionne
 Thionne  là một xã ở tỉnh Allier thuộc miền trung nước Pháp.